# Jiuhe Baizu Xiang
Jiuhe Baizu Xiang (kinesiska: 九河, 九河白族乡) är en socken i Kina. Den ligger i provinsen Yunnan, i den sydvästra delen av landet, omkring 330 kilometer nordväst om provinshuvudstaden Kunming. Antalet invånare är 23 680. Befolkningen består av 11 348 kvinnor och 12 332 män. Barn under 15 år utgör 17,0 %, vuxna 15-64 år 71 %, och äldre över 65 år 11,0 %.
Genomsnittlig årsnederbörd är 1 057 millimeter. Den regnigaste månaden är juli, med i genomsnitt 357 mm nederbörd, och den torraste är november, med 2 mm nederbörd.